# رومان هومنبرگر
رومان هومنبرگر (آلمانی: Roman Humenberger؛ زادهٔ ۲۶ ژانویهٔ ۱۹۴۵) دوچرخه‌سوار اهل اتریش است. وی در بازی‌های المپیک تابستانی ۱۹۷۲ و ۱۹۷۶ شرکت کرده است.